# Samuel B. Campbell

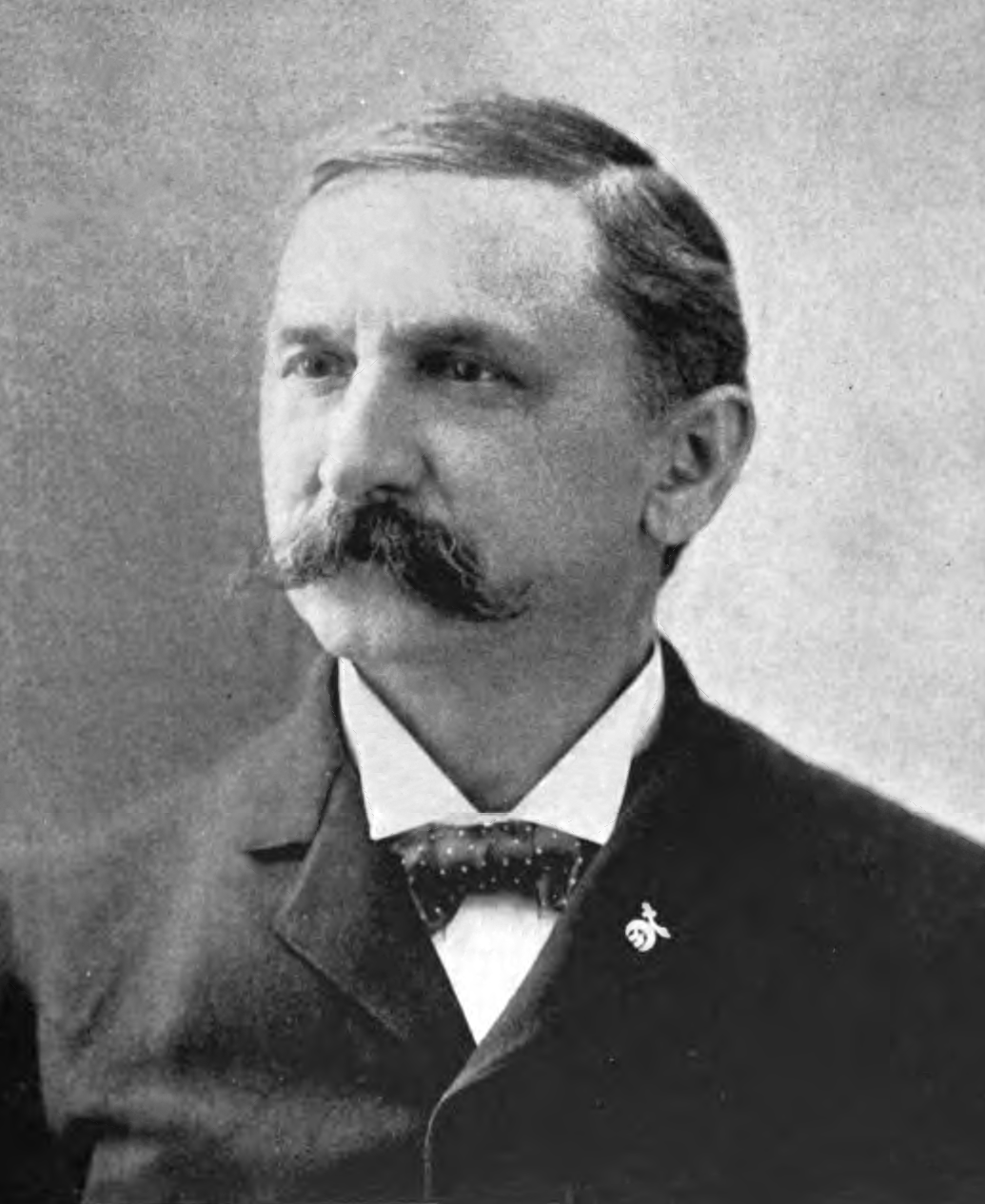
Samuel B. Campbell

Samuel Bonsall Campbell (* 2. Juli 1846 im Jefferson County, Ohio; † 30. Mai 1917) war ein US-amerikanischer Soldat und Politiker (Republikanische Partei). Er war von 1896 bis 1900 Treasurer of State von Ohio.

## Werdegang
Samuel Bonsall Campbell wurde ungefähr fünf Wochen nach dem Ausbruch des Mexikanisch-Amerikanischen Krieges im Jefferson County geboren. Er besuchte bis zu seinem elften Lebensjahr öffentliche Schulen, als er auf sich selbst gestellt wurde. In der Folgezeit war er als Zeitungsverkäufer und Clerk tätig. Als er alt genug war, verpflichtete er sich nach dem Ausbruch des Bürgerkrieges in der Unionsarmee. Er trat in das 157. Ohio Volunteer Infantry Regiment ein. Nach dem Ende des Krieges kehrte er nach Steubenville (Ohio) zurück, wo er bei der Miners and Mechanics Bank tätig war. Campbell wurde 1879 zum County Treasurer gewählt und 1881 wiedergewählt. Der Treasurer of State von Ohio John C. Brown ernannte ihn 1886 zum Kassierer in der Finanzbehörde. 1892 wurde er Chief Clerk unter dem Secretary of State von Ohio Christian L. Poorman. Campbell wurde 1895 zum Treasurer of State von Ohio gewählt und 1897 wiedergewählt. Er verstarb 1917 und wurde dann auf dem Green Lawn Cemetery in Columbus (Ohio) beigesetzt.